# Coulogne
Coulogne är en kommun i departementet Pas-de-Calais i regionen Hauts-de-France i norra Frankrike. Kommunen ligger i kantonen Calais-Centre som tillhör arrondissementet Calais. År 2022 hade Coulogne 5 403 invånare.

## Befolkningsutveckling
Antalet invånare i kommunen Coulogne
| Referens: INSEE |